# دوري اسطنبول لكرة القدم 1941–42
دوري اسطنبول لكرة القدم 1941–42 (بالتركية: 1941-42 İstanbul Futbol Ligi)‏ هو موسم من دوري اسطنبول لكرة القدم ‏. فاز فيه نادي بشكتاش.